# Мухаммед Джихад аль-Лахам
Мухаммед Джихад аль-Лахам (араб. محمد جهاد اللحام‎; род. 13 января 1954) — сирийский политик, спикер Народного совета Сирии с 2012 по 2016 год; защитник в уголовном процессе. В 2020 году возглавил штаб объединения сирийских юристов в Дамаске.
7 мая 2012 года был избран в Народный совет от Дамаска. 24 мая — спикером парламента, получив 225 голосов из 250; это голосование стало одним из первых действий нового созыва. Партийная принадлежность — Басс. После избрания в качестве спикера заявил: «Сирия проходит этап, требующий от каждого человека приложить свои усилия… Совет должен отражать реальность и желания сирийцев».